# Стоян Кошулев
Стоян Костов Кошулев е политик от БКП.

## Биография
Роден е на 31 юли 1934 г. в Пловдив. Завършва Техникума по механотехника „Михаил Калинин“ в родния си град, а след това започва работа като майстор-механик в рудник „Бориево“ в Мадан. От 1960 г. е член на БКП. На следващата година завършва Висшия машинно-електротехнически институт „Владимир Ленин“. Започва работа в Пловдив в Завода за свързочни материали. Там последователно е старши технолог и началник на отдел. След това е завеждащ отдел „Стопански“ в Градския комитет на БКП, както и директор на Електроапаратурния завод в града. Между 1970 и 1973 г. е заместник генерален директор на ДСО „Елпром“ в София. След това се завръща в Пловдив, където е завеждащ отдел „Промишлено-стопански“ в Окръжния комитет на БКП в града. Последователно е първи секретар на Първи районен комитет на БКП и секретар на Окръжния комитет на БКП в Пловдив. От 1980 г. е председател на Изпълнителния комитет на Окръжния народен съвет. Членува в Бюрото на Окръжния комитет на БКП в Пловдив. От 1981 до 1986 г. е кандидат-член на ЦК на БКП от 1986 до 1990 г. и член на ЦК на БКП.